# OBO Bettermann
Die OBO Bettermann Holding GmbH & Co. KG ist die Konzernobergesellschaft der OBO Bettermann-Gruppe mit Sitz in Menden im Sauerland. Die Unternehmensgruppe ist im Bereich der Elektro- und Gebäudeinstallationstechnik tätig und besitzt weltweit 40 Tochtergesellschaften und Produktionsstandorte. OBO Bettermann ist Hersteller von Installationssystemen für die elektrotechnische Infrastruktur von Gebäuden und Anlagen mit rund 30.000 elektrotechnischen Produkten und Serviceleistungen für Industrie, Gewerbe und Infrastruktureinrichtungen.
Der Markenname OBO steht für Metalldübel, die „ohne bohren“ montiert werden können.
Das 1911 gegründete Unternehmen befindet sich vollständig im Besitz der Familie Bettermann. Zwischengeschaltet ist die OBO Bettermann Stiftung (FL-0002.344.432-3) mit Sitz in Vaduz in Liechtenstein.

## Geschichte
1911 gründete der Landwirt Franz Bettermann mit zwei ehemaligen Arbeitskollegen im Mendener Ortsteil Hüingsen einen metallverarbeitenden Zulieferbetrieb für die Leuchtenindustrie in der Umgebung. Sieben Jahre später verließ Bettermann das von ihm gegründete Unternehmen, eröffnete als alleiniger Inhaber eine Stanzerei und produzierte Befestigungsmaterial für die Elektro- und Sanitärinstallation. 1932 kombinierte das Unternehmen die Metall- und Kunststoffproduktion für moderne Installations- und Befestigungstechnik.
In den Kriegsjahren strukturierte der Gründer seine bisherige Einzelfirma in eine offene Handelsgesellschaft um und ernannte seine vier Söhne Franz, Johann, Ernst und Hubert zu Juniorpartnern. 1944 gab er im Alter von 65 Jahren die Unternehmensführung gänzlich in die Hände seiner Söhne.
Im selben Jahr zerstörte Artilleriebeschuss das Werk beinahe vollständig. Der Wiederaufbau wurde 1945 vollendet. Als günstig erwies sich der Umstand, dass ein Großteil des Maschinenparks bereits zu Kriegsbeginn ausgelagert worden war.
In der Zeit des Wiederaufbaus entstand die Marke OBO. Die 1952 erfundenen Metalldübel, die, ohne vorbohren zu müssen, in die Wand eingeschlagen werden konnten, gaben dem Unternehmen seinen Markennamen. Auftritte auf nationalen und zunehmend auch internationalen Messen steigerten den Bekanntheitsgrad und damit die Umsatzzahlen zunehmend. 1957 erwarben die Brüder Johann, Ernst und Hubert das 1827 gegründete Neuwalzwerk in Menden-Bösperde und vergrößerten damit das Unternehmen um rund 400 Mitarbeiter. Das Produktspektrum wurde damit auf Kabeltrassen erweitert.
Mit Ulrich L. Bettermann trat 1968 die dritte Generation in die Geschäftsführung ein. Er konzentrierte sich auf den internationalen Ausbau der Unternehmensgruppe mit der Zielvorgabe der Branchenführung. Das Unternehmen erlebte unter seiner Führung zahlreiche Veränderungsprozesse. 1985 zahlte er seine Mitgesellschafter aus und wurde alleiniger Inhaber und Gesellschafter. 1986 wurde die erste Tochtergesellschaft in der Schweiz gegründet sowie nach und nach deutschlandweit zahlreiche regionale Niederlassungen.
1999 traten die beiden Söhne Andreas und Thomas Bettermann als vierte Generation Bettermann in die Unternehmensführung ein.
Mittlerweile beschäftigt OBO Bettermann weltweit 4.300 Mitarbeiter, davon rund 1200 am Stammsitz in Menden (Sauerland). Das Produktsortiment umfasst etwa 30.000 Artikel. Am 13. Mai 2011 feierte das Unternehmen seinen 100. Geburtstag. Anlässlich des Jubiläums wurde eine weitgehend automatisierte Feuerverzinkerei am Sitz des Unternehmens eingeweiht.
OBO Bettermann hat seine Geschäftstätigkeit in Russland trotz der russischen Invasion in der Ukraine seit 2022, die weltweit scharf verurteilt wurde und  Wirtschaftssanktionen gegen Russland zur Folge hatte, fortgesetzt. Durch die Aufrechterhaltung seiner Präsenz im Land hat OBO Bettermann sich entschieden, sich nicht den mehr als tausend internationalen Unternehmen anzuschließen, die ihre Aktivitäten in Russland eingestellt oder eingeschränkt haben. Laut einer Studie der Yale School of Management, die Unternehmensreaktionen auf die Invasion bewertet, wird OBO Bettermann in die Kategorie „Grade F“ („Digging In“) eingestuft, was bedeutet, dass das Unternehmen „Forderungen nach einem Rückzug oder einer Reduzierung der Aktivitäten trotzt“. Diese Entscheidung hat Kritik hervorgerufen, da das Unternehmen damit weiterhin wirtschaftliche Aktivitäten in einem Land unterstützt, das aggressive Maßnahmen durchführt, die zu erheblichen zivilen Opfern und humanitären Krisen in der Ukraine geführt haben.

## Tochtergesellschaften und Auslandsvertretungen
OBO ist mit 40 Gesellschaften in über 60 Ländern vertreten. Tochtergesellschaften befinden sich u. a. in Belgien, Brasilien, Bulgarien, China, Dänemark, Estland, Finnland, Frankreich, Indien, Italien, Kasachstan, Kroatien, Lettland, Litauen, den Niederlanden, Norwegen, Österreich, Polen, Portugal, Rumänien, Russland, Schweden, der Schweiz, Serbien, der Slowakei, Slowenien, Spanien, Sri Lanka, Singapur, Südafrika, der Tschechischen Republik, der Türkei, der Ukraine, Ungarn, den USA, dem Vereinigten Königreich, den Vereinigten Arabischen Emiraten sowie in Belarus.
Zur Unternehmensgruppe gehören neben der Marke OBO noch folgende weitere am Markt etablierte Markennamen:
- Chalfant (USA)
- Trench (Vereinigtes Königreich)
- O-line / Armco (Südafrika)
- REHAU – Cable Management by OBO (Europa)

Außerdem besitzt OBO Auslandsvertretungen u. a. in Ägypten, Argentinien, Bosnien-Herzegowina, Chile, Ghana, Griechenland, Großbritannien, Indonesien, Irland, Island, Israel, Japan, Katar, Kolumbien, Korea, Kuwait, Libanon, Luxemburg, Malaysia, Mosambik, Neuseeland und Nigeria.

## Produktsortiment
Das Produktsortiment von OBO gliedert sich in drei Anwendungsbereiche. Über den dreistufigen Vertriebsweg vertreibt OBO seine Produkte an den Großhandel und dieser weiter an den verarbeitenden Fachbetrieb (Installateur).
Die drei Anwendungsbereiche, in die sich das OBO-Produktportfolio aufgliedert, sind: Industrieinstallation, Gebäudeinstallation und Schutzinstallation. Der Bereich Industrieinstallation umfasst dabei Kabeltrag-, Verbindungs- und Befestigungssysteme für die Industrie- und Infrastruktur. Das Spektrum reicht von Kabelabzweigkästen, Kabelverschraubungen bis hin zu Befestigungs- und Montagematerial wie Schrauben, Schellen oder Dübel. Ebenso zählen zu diesem Bereich Kabeltragsysteme wie Kabelrinnen oder Gitterrinnen, wie sie zum Verlegen von Stromversorgungs- oder Datenleitungen durch ein Gebäude benötigt werden. Der Bereich Gebäudeinstallation beinhaltet Leitungsführungs- und Unterflursysteme inklusive der dafür notwendigen Einbaugeräte für Verwaltung, Funktionsgebäude und Architektur. Produkte aus diesem Bereich sind unter anderem Bodensteckdosen und Bodentanks, Geräteeinbaukanäle, Sockelleisten, Installationssäulen sowie Unterfluranwendungen für Estrich und Beton. Der Anwendungsbereich der Schutzinstallationen bündelt die Blitzschutz-, Überspannungsschutz- und Brandschutzsysteme aus dem OBO Sortiment. Hierzu zählen Brandabschottungen für Mauer- und Deckenöffnungen, brandgeschützte Leitungskanäle sowie Blitzschutzbauteile und Überspannungsschutzbauteile. Im zur Unternehmensgruppe gehörendem BET Blitzschutz- und EMV-Technologiezentrum erforschen EMV-Spezialisten in Zusammenarbeit mit der Fachhochschule Südwestfalen die Wirkungsweise von Blitzschlägen und deren Auswirkung, zum Beispiel auf elektronische Bauteile.